# 希林娜依·高
希林娜依·高（維吾爾語：شىرىناي گاۋ‎，拉丁维文：Shirinay Gaw，1998年7月31日—，藝名），出生於中國北京市，中國女歌手及舞者，所属經紀公司為夢響強音，為前女子偶像組合硬糖少女303中心位兼隊長，該團體已於2022年7月4日解散。
2017年，參加音樂選秀節目《中國新歌聲（第二季）》，並成為那英組亞軍，獲得關注。2020年，參加騰訊視頻偶像女團競演養成類真人秀節目《創造營2020》，最終獲得第1名，成為限定女團「硬糖少女303」成員，並擔任組合中心位兼隊長。2022年，在《2022中国好声音》担任導師助教。

## 早年生活
希林娜依·高于1998年7月31日出生于中國北京，為家中独生女。父親是北京漢族人，姓高，母親是新疆維吾爾族人。希林娜依·高早年在北京長大，九岁時随父母移居新加坡，先後就讀於柏盛小學及德明政府中學。
童年有学习钢琴的经历，曾通过英皇钢琴演奏八级。14岁时，以個人作詞作曲編曲的《This Is Our Paradise》參加新加坡環保創作比賽，獲得學生組一等獎。中学时期，她曾在自己的 SoundCloud 帐号上发布数首自己写的歌曲。

## 职业生涯

### 2016年至2019年:《中國新歌聲》與伯克利音樂學院
2016年，参加浙江卫视歌唱选秀节目《中国新歌声第一季》，成为新加坡本地海选的五强之一，并到中国参加盲选，但落选。2017年，再次参加《中国新歌声第二季》，盲选时演唱了歌曲《无与伦比的美丽》，并加入那英组，最终获得那英组亚军。
赛后与梦响强音签约，并于2017年12月18日发布收录于新歌声学员合辑《梦想在望》的首支个人单曲《惹哭自己》。此后陆续推出多首单曲，包括首次个人作词作曲的《颗粒季》。
2019年1月，前往美国伯克利音乐学院就读，在校期间与他人合作独立发行《Follow You》、《夜昼》、《U》等多首歌曲。

### 2020年-2022年：《創造營2020》與硬糖少女303活動
2020年年初，希林娜依·高回到中国，参加腾讯视频制作的成團綜藝節目《创造营2020》，节目由5月2日开始播出。7月4日，希林娜依·高在《创造营2020》總決賽中以第一名的成績出道，擔任硬糖少女303的中心位。出道前，首张个人EP《停不下来》于6月28日由咕噜文化发布。
2020年8月11日，希林娜依·高于硬糖少女303成团发布会上宣布被选为硬糖少女303队长。
8月12日，作为联合国可持续发展青年倡议人出席联合国2020青年联议会，发表题为《用克制生活换更好的未来》的演讲并现场演唱活动主题曲《2030，我想对你说》。同日，《2030，我想对你说》的录音室版上线。8月25日，发布英雄联盟战斗之夜主题曲中英双语特别版《Fight of your life》与《战斗的乐章》。8月30日，希林娜依·高与《明日之子乐团季》水果星球乐团合作的原创曲《Stay With Me》舞台在腾讯视频播出。
9月26日，作为小沈阳的帮唱嘉宾参与的北京卫视《跨界歌王》第五季总决赛播出。10月9日，作为东方卫视《我们的歌》第二季的新声歌手出席节目发布会。10月起，希林娜依·高参与录制的《我们的歌》第二季开始播出，与容祖儿配对为“第依组”参赛，共出演六期。
12月16日，希林娜依·高演唱的电视剧《有翡》插曲《红尘莫欺我年少》上线。
2021年1月，作为飞行嘉宾出演腾讯视频《令人心动的offer》第二季与湖南卫视《快乐大本营》。

### 2022年
7月4日所在的团体硬糖少女303正式解散，7月5日重新以个人身份出道
7月12日首张原创EP《吾》发行
7月30日《吾》首唱会
8月5日以助教身份参加《2022中国好声音》

### 2023年
1月18日获得《2022微博音乐盛典》年度新锐歌手
1月21日首登《央视春晚》
3月25日起发布个人首张专辑《0.25》，喻为“我爱的你”。专辑合共十首歌，个人担任其中五首的作词作曲。

## 奖项&荣誉
| 年份 | 頻道                     | 名稱                 | 奖项＆荣誉                       |
| 2022 |                          | 2021腾讯娱乐白皮书   | 年度新悦歌手                     |
| 2023 | 微博                     | 2022微博音乐盛典     | 年度新悦歌手                     |
| 2023 | 微博                     | 2023微博音乐盛典     | 年度进歌手                       |
| 2023 | 微博                     | 微博迎新之夜         | 年度青春名单转播青春活力人气歌手 |
| 2023 |                          | 2023腾讯音乐榜       | 30佳青年歌手                     |
| 2023 | 年度女性                 | 2023腾讯音乐榜       |                                  |
| 2023 |                          | 2023亚洲流行音乐大奖 | 年度专辑《0.25》                 |
| 2023 | 年度歌曲《是妈妈是女儿》 | 2023亚洲流行音乐大奖 |                                  |
| 2024 | 微博                     | 微博年度慈善盛典     | 年度公益青年歌手                 |
| 2024 | 微博                     | 2023微博之夜         | 年度新势力歌手                   |